# Santa Rosa de Osos
Santa Rosa de Osos là một khu tự quản thuộc tỉnh Antioquia, Colombia. Thủ phủ của khu tự quản Santa Rosa de Osos đóng tại Santa Rosa de Osos Khu tự quản Santa Rosa de Osos có diện tích 805 ki lô mét vuông. Đến thời điểm ngày 28 tháng 5 năm 2005, khu tự quản Santa Rosa de Osos có dân số 23869 người.